# Jessie Lake
Jessie Lake är en sjö i Kanada.   Den ligger i provinsen Alberta, i den centrala delen av landet, 2 700 km väster om huvudstaden Ottawa. Jessie Lake ligger 544 meter över havet. Arean är 6,0 kvadratkilometer. Den sträcker sig 3,1 kilometer i nord-sydlig riktning, och 4,3 kilometer i öst-västlig riktning.
Följande samhällen ligger vid Jessie Lake:
- Bonnyville (6 003 invånare)

Trakten runt Jessie Lake är nära nog obefolkad, med mindre än två invånare per kvadratkilometer.